# Перш ніж я себе знищу
Перш ніж я себе знищу (англ. Before I Self Destruct) — американська кримінальна драма 2009 р. з 50 Cent у головній ролі, його дебют як сценариста й режисера. Два DVD зі стрічкою та біографічним фільмом про Джем Майстер Джея «2 Turntables and a Micorophone: The Life and Death of Jam Master Jay» потрапили до видання студійного альбому Before I Self Destruct для мережі Best Buy.

## Сюжет
Головний герой, Клеренс (50 Cent), живе з матір'ю та братом-генієм Шокою. Клеренс захоплюється баскетболом і мріє стати професійним гравцем, але через травму ноги закінчує свою кар'єру. Він влаштовується на роботу в супермаркет і зустрічає там красиву дівчину. Після випадкової смерті матері під час стрілянини з автівки, коли вона йшла з місцевої крамниці, Клеренс потрапляє в безвихідь. Він повинен піклуватися про тринадцятирічного брата, заробляти гроші, запобігти його потраплянню до прийомної сім'ї. Після невдалої спроби крадіжки печива із супермаркету Клеренса звільняють. Шока, якого запрошують до всіх 8 університетів Ліги плюща, радить йому придбати зброю.
Клеренс відвідує Шона, місцевого кримінального боса, й повідомляє, що він застрелив злочинця, винуватця трагедії, котрий працював на нього. Шон робить головного героя найманим убивцею. Останній заробляє сотні тисяч доларів, насолоджується життям. Клеренс зустрічається й закохується у Прінцесс, яку він побачив ще в супермаркеті. Дівчина з ним лише через гроші. Кларенс дарує їй золоті прикраси та діаманти, колишній хлопець Рафаель виходить з в'язниці. Рафаель дзвонить з телефону її матері, Прінцесс у ліжку з Клеренсом вдає ніби це її мати. Рафаель питає, де його гроші, котрі він дав їй на зберігання, вимагає їх повернення. Прінцесс зустрічає його, займається сексом в автомобілі, заявляє, що гроші у Клеренса. Це звичайно ж є брехнею.
Рафаель змушує її зателефонувати Клеренсу й попрохати, щоб той допоміг переставити меблі в будинку її матері. Як тільки Клеренс виходить з машини Рафаель відкриває вогонь з HK P8 і зрештою вбиває його. Шока розуміє, що відбувається, коли Прінцесс приїжджає й викрадає гроші. Він погрожує помстою, якщо вона зашкодила брату, натякаючи на своє кримінальне майбутнє.

## У ролях
- Кертіс «50 Cent» Джексон — Клеренс
- Кліфтон Павелл — Шон
- Елайджа «Strong E» Вільямс — Шока
- Ґебріел Елліс — Рафаель
- Саша Дельваллей — Прінцесс
- Шоті Ред — Тайні
- Лола Лав — Мона
- Treach — Седрік
- Майкл Райт — перша жертва, вбита у ліфті
- Ллойд Бенкс — шкільний вчитель Шоки
- Ґебріел Кассеус — Фредді
- Джелон Кейн — Кевін
- Клейтон Янґ — молодий Клеренс